# 南町 (川崎市)
南町（みなみまち）は、神奈川県川崎市川崎区の町名。丁番を持たない単独町名であり、2012年4月6日時点で住居表示は実施されていない。面積は0.1153km²。

## 地理
川崎区北西部、第一京浜の北側に位置する市街地。北で小川町、北東で東田町、南西で貝塚、南で元木、西で日進町と隣接する。南町にはオフィスビルや高層マンションも建っているが、ソープランド街もあり、川崎市内では堀之内に次ぐ規模である。なお、正式には「みなみまち」であるが、一般には「みなみちょう」と読まれる。

## 歴史

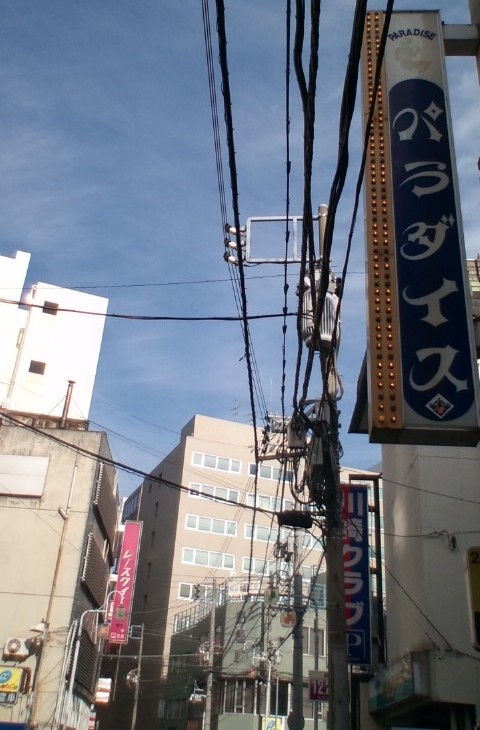
川崎南町ソープ街の一角

当地は、もともと小土呂から土砂を運んで埋め立てた土地であったが、川崎宿の飯売り旅籠から続く貸座敷が1902年（明治35年）に当地へ移され歓楽街となったことから、小土呂新地や川崎遊郭とも呼ばれていた。明治末期から始まる川崎の工業化により南町は歓楽街として発展していき、昭和初期の南町について伊藤一太良が『私の川崎』に「およそ庶民というものの憂さ晴らしに格好な安あがりの店がひしめきあっていた」と書き残している。
戦後には政府公認の赤線地帯となった。1958年に売春防止法が施行されたことにより、南町の売春宿はほぼ壊滅状態となったが、1966年に風俗営業等取締法が改正されて南町は堀之内とともにトルコ風呂の許可地域となり、再度性風俗の街として栄えることになった。
2013年1月現在、川崎南町特殊浴場協会に加盟するソープランド（1980年代にトルコ風呂から改称）は、20店舗である。
南町には神奈川県有数の大規模警察署である川崎警察署があったが、2003年4月に八丁畷駅近くへ移転、跡地には交番（南町交番）及び川崎公共職業安定所（ハローワーク川崎）が置かれた。南町交番は2004年4月から業務を開始している。
2022年（令和4年）、神奈川県は南町を県暴力団排除条例に基づき暴力団排除特別強化地域に指定した。

### 地名の由来
川崎町の南側にあったことからとされる。

### 沿革
- 1902年（明治35年）- 川崎宿の貸座敷が当地に移る[6]。
- 1922年（大正11年）- 耕地整理により[12]、小土呂・新宿・砂子の各一部から南町が設置される[13]。
- 1924年（大正13年）- 川崎町などが新設合併して川崎市が成立。川崎市南町となる。
- 1964年（昭和39年）- 区画整理により[12]、一部を東田町へ編入、見染の一部を編入、小川町と境界を変更[13]。
- 1966年（昭和41年）- 川崎市消防局庁舎が完成[13]。
- 1972年（昭和47年）- 川崎市が政令指定都市へ移行。川崎市川崎区南町となる。

## 世帯数と人口
2025年（令和7年）6月30日現在（川崎市発表）の世帯数と人口は以下の通りである。
| 町丁 | 世帯数    | 人口    |
| ---- | --------- | ------- |
| 南町 | 3,115世帯 | 3,893人 |

### 人口の変遷
国勢調査による人口の推移。
| 年                 | 人口  |
| ------------------ | ----- |
| 1995年（平成7年）  | 1,760 |
| 2000年（平成12年） | 2,063 |
| 2005年（平成17年） | 2,025 |
| 2010年（平成22年） | 2,792 |
| 2015年（平成27年） | 2,855 |
| 2020年（令和2年）  | 3,451 |

### 世帯数の変遷
国勢調査による世帯数の推移。
| 年                 | 世帯数 |
| ------------------ | ------ |
| 1995年（平成7年）  | 1,053  |
| 2000年（平成12年） | 1,239  |
| 2005年（平成17年） | 1,267  |
| 2010年（平成22年） | 1,808  |
| 2015年（平成27年） | 1,944  |
| 2020年（令和2年）  | 2,610  |

## 学区
市立小・中学校に通う場合、学区は以下の通りとなる（2025年1月時点）。
| 番地 | 小学校             | 中学校             |
| ---- | ------------------ | ------------------ |
| 全域 | 川崎市立川崎小学校 | 川崎市立川崎中学校 |

## 事業所
2021年（令和3年）現在の経済センサス調査による事業所数と従業員数は以下の通りである。
| 町丁 | 事業所数  | 従業員数 |
| ---- | --------- | -------- |
| 南町 | 227事業所 | 3,906人  |

### 事業者数の変遷
経済センサスによる事業所数の推移。
| 年                 | 事業者数 |
| ------------------ | -------- |
| 2016年（平成28年） | 210      |
| 2021年（令和3年）  | 227      |

### 従業員数の変遷
経済センサスによる従業員数の推移。
| 年                 | 従業員数 |
| ------------------ | -------- |
| 2016年（平成28年） | 3,098    |
| 2021年（令和3年）  | 3,906    |

## 交通

### 鉄道
町域内に鉄道駅は設置されていない。京急本線・大師線京急川崎駅及びJR京浜東北線・東海道線・南武線川崎駅が利用できる。

### バス
川崎市バス川15・川40系統の川崎小学校前、川崎鶴見臨港バス川24・川29系統の南町、川21・川22・川23・川24・川25・川26・川29系統の新川橋の各停留所が町内にある。

### 道路
- 国道15号（第一京浜）
- 神奈川県道101号扇町川崎停車場線（新川通り）
- 神奈川県道140号川崎町田線（市電通り）

## 施設

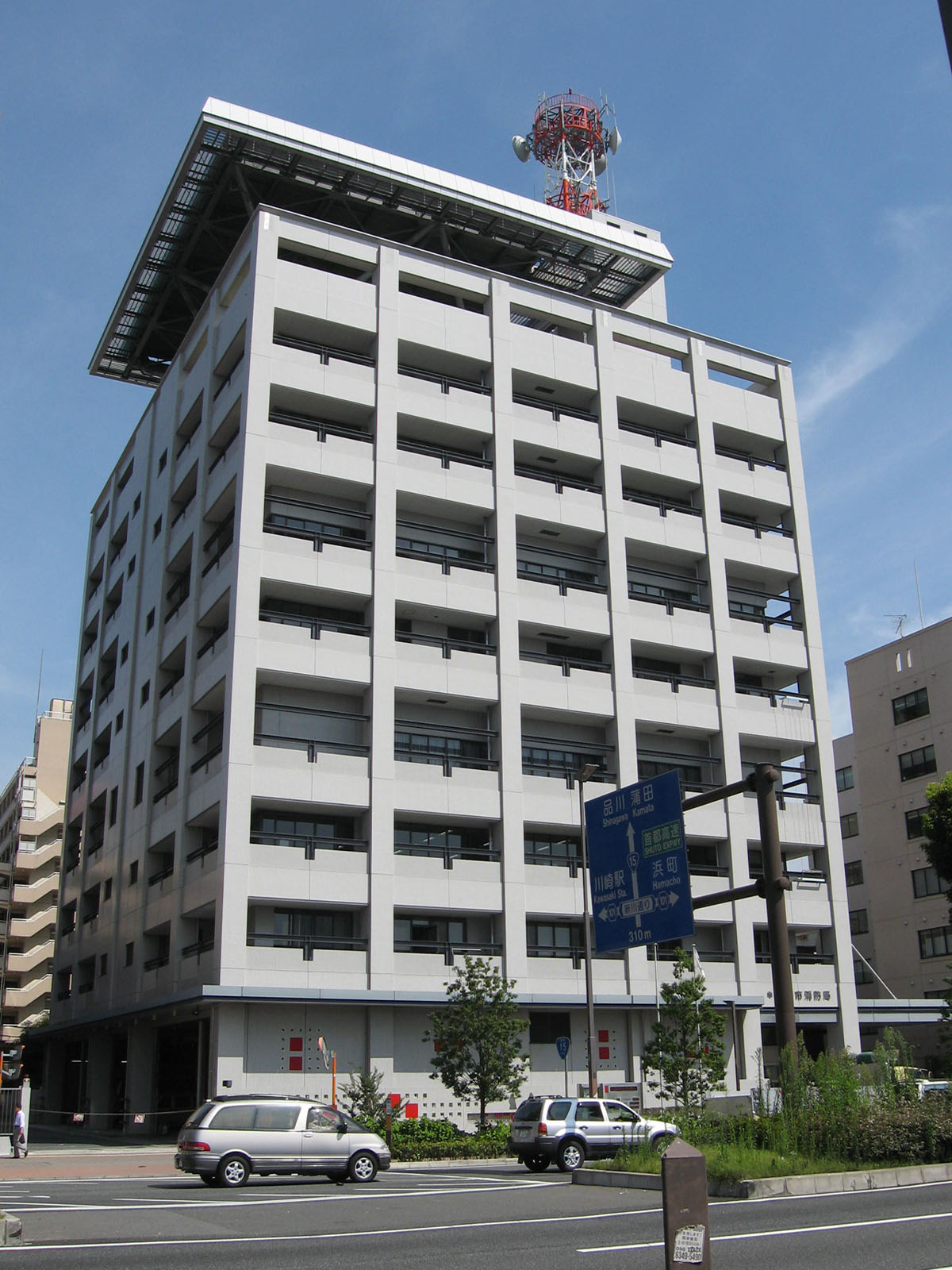
川崎市消防局・川崎消防署

- 川崎市消防局・川崎消防署
- 川崎警察署南町交番
- 川崎公共職業安定所（ハローワーク川崎）
- 川崎南町郵便局
- 笠間稲荷社 - 芸妓の信仰を集めた[6]。
- 日本生命・朝日生命[24]

## その他

### 日本郵便
- 郵便番号 : 210-0015[3]（集配局 : 川崎港郵便局[25]）

### 警察
町内の警察の管轄区域は以下の通りである。
| 番・番地等 | 警察署     | 交番・駐在所 |
| ---------- | ---------- | ------------ |
| 全域       | 川崎警察署 | 南町交番     |